# 陸上自衛隊輸送学校

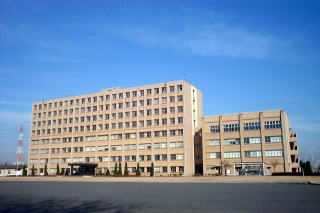
学校全景

陸上自衛隊輸送学校（りくじょうじえいたいゆそうがっこう、JGSDF Transport and Logistics School）は、陸上自衛隊朝霞駐屯地に所在する防衛大臣直轄の機関（学校）のひとつである。

## 概要
輸送科隊員として必要な教育訓練の実施を主要任務としている。
東部方面総監部が市ヶ谷駐屯地から移駐してくるまでの間は、学校庁舎は現在の総監部庁舎の位置にあった。

## 沿革
保安隊業務学校第2分校
- 1952年（昭和27年）11月18日：保安隊業務学校第2分校が旧立川駐屯地（現・東立川駐屯地）に開校[1]。

保安隊業務学校第4部
- 1953年（昭和28年）3月10日：保安隊業務学校第2分校が業務学校第4部と改称。

陸上自衛隊輸送学校
- 1954年（昭和29年）9月10日：業務学校第4部が陸上自衛隊輸送学校として独立、輸送学校長が立川駐屯地司令に職務指定[2]。第101輸送大隊を隷下に編合。
- 1956年（昭和31年）1月25日：副校長が設置。
- 1959年（昭和34年）8月13日：企画室が設置。
- 1960年（昭和35年）
  - 3月15日：輸送学校長が朝霞駐屯地司令に職務指定[3]。
  - 3月21日：輸送学校が立川駐屯地から朝霞駐屯地（旧陸軍予科士官学校跡）に移転[4]。
- 1961年（昭和36年）8月17日：朝霞駐屯地司令職務を第1施設団長へ移管[5]。
- 1963年（昭和38年）2月25日：学校本部が旧陸軍予科士官学校本館に移転[4]。
- 1968年（昭和43年）
  - 3月25日：婦人自衛官学生隊（現：女性自衛官教育隊）が隷下に編成完結[4]。
  - 4月1日：公募婦人自衛官（一般）幹部要員（WAC）入校[6]。
  - 12月20日：婦人自衛官学生隊が第1教育団隷下に隷属替えされ、婦人自衛官教育隊に改称[7]。
- 1969年（昭和44年）4月1日：第101輸送大隊が東部方面隊隷下に編成替え。
- 1975年（昭和50年）
  - 3月26日：第311輸送中隊が朝霞駐屯地において編成完結。輸送学校に隷属。
  - 4月3日：教育課、研究課が部に昇格。
- 1991年（平成03年）4月8日：仮庁隊舎に移転[4]。
- 1993年（平成05年）
  - 9月27日：新庁隊舎に移転完了[4]。
  - 12月23日：輸送教育センターを新設[4]。
- 2025年（令和07年）3月17日：後方支援学校準備室が陸上自衛隊武器学校から移設[8]。
- 2026年（令和08年）3月：武器学校、需品学校、輸送学校を廃止・統合し、後方支援学校（仮称）に改組予定[9]。

## 組織編成
- 企画室
- 総務課
- 管理課「輸校」
- 教育部：輸送任務に携わる隊員の教育（幹部または陸曹を対象とした課程教育）および訓練を担当。
- 研究部：輸送科部隊の運用のための調査研究を担当。
- 第311輸送中隊「311輸」：輸送学校入校学生に対する教育支援、学校の研究の支援および実際の輸送任務を担当。

## 主要幹部
| 官職名               | 階級          | 氏名     | 補職発令日     | 前職                                      |
| -------------------- | ------------- | -------- | -------------- | ----------------------------------------- |
| 陸上自衛隊輸送学校長 | 陸将補（二）  | 大場昭彦 | 2025年03月24日 | 陸上総隊司令部後方運用部長                |
| 副校長 兼 企画室長   | 1等陸佐（二） | 辻本直博 | 2025年08月01日 | 東部方面後方支援隊 東部方面輸送隊長       |
| 総務課長             | 2等陸佐       | 吉岡充   | 2021年03月16日 | 陸上総隊司令部                            |
| 管理課長             | 2等陸佐       | 森下智   | 2020年03月16日 | 陸上自衛隊補給統制本部                    |
| 教育部長             | 1等陸佐（二） | 永禮完次 | 2025年03月17日 | 陸上幕僚監部装備計画部装備計画課 輸送室長 |
| 研究部長             | 2等陸佐       | 今西栄   | 2024年03月18日 | 自衛隊体育学校総務課長                    |

| 代 | 氏名                   | 在職期間               | 出身校・期                     | 前職                                                        | 後職                                                    |
| -- | ---------------------- | ---------------------- | ------------------------------ | ----------------------------------------------------------- | ------------------------------------------------------- |
| 01 | 東峰常二 （1等陸佐）   | 1954.9.10 - 1956.8.15  | 拓殖大学 昭和9年卒             | 陸上自衛隊業務学校第4部長                                   | 陸上幕僚監部輸送課長                                    |
| 02 | 森文雄 （1等陸佐）     | 1956.8.16 - 1961.9.14  | 陸士44期・ 陸大55期            | 陸上自衛隊幹部学校学校教官                                  | 停年退官（陸将補昇任）                                  |
| 03 | 久保田次良 （1等陸佐） | 1961.9.15 - 1964.2.1   | 陸士46期                       | 西部方面総監部輸送課長                                      | 退職（陸将補昇任）                                      |
| 04 | 吉田元                 | 1964.3.16 - 1966.7.15  | 陸士44期・ 陸大55期            | 第11師団副師団長 兼 真駒内駐とん地司令 →1964.7.6 陸将補昇任 | 陸上幕僚監部付 →1967.1.1 退職                           |
| 05 | 大谷毅 （1等陸佐）     | 1966.7.16 - 1968.7.15  | 陸士48期                       | 第3師団司令部幕僚長                                         | 陸上幕僚監部付 →1969.3.17 退職（陸将補昇任）            |
| 06 | 後藤寧                 | 1968.7.16 - 1969.7.15  | 陸士50期                       | 中部方面総監部輸送課長                                      | 陸上幕僚監部付 →1969.11.23 停年退官（陸将補昇任）       |
| 07 | 相原貞重 （1等陸佐）   | 1969.7.16 - 1970.7.15  | 陸士51期                       | 陸上自衛隊輸送学校副校長 兼 企画室長                        | 陸上自衛隊輸送学校勤務 →1971.1.1 停年退官（陸将補昇任） |
| 08 | 岩下徳治               | 1970.7.16 - 1971.3.15  | 陸士52期・ 陸大59期            | 東北方面総監部幕僚副長                                      | 統合幕僚会議事務局第4幕僚室長                           |
| 09 | 大草知久               | 1971.3.16 - 1973.7.15  | 陸士52期                       | 防衛研修所所員 兼 同主任所員                                | 陸上幕僚監部付 →1974.1.1 退職                           |
| 10 | 増田護                 | 1973.7.16 - 1974.6.30  | 陸士53期・ 陸大59期            | 第7師団副師団長 兼 東千歳駐とん地司令                       | 陸上自衛隊幹部候補生学校長 兼 前川原駐とん地司令        |
| 11 | 岡田善彦               | 1974.7.1 - 1976.10.31  | 陸士55期                       | 陸上幕僚監部輸送課長                                        | 陸上幕僚監部付 →1977.4.1 退職                           |
| 12 | 出店守輝               | 1976.11.1 - 1978.1.9   | 福井師範 昭和18年卒            | 陸上幕僚監部輸送課長                                        | 陸上幕僚監部付 →1978.4.1 退職                           |
| 13 | 辻勝                   | 1978.1.10 - 1980.7.31  | 陸士59期 (船舶兵)              | 陸上幕僚監部輸送課長 →1978.7.1 陸将補昇任                   | 陸上幕僚監部付 →1981.1.1 退職                           |
| 14 | 坂井俊夫               | 1980.8.1 - 1982.8.1    | 海兵76期・ 高岡工専 昭和22年卒 | 陸上幕僚監部管理・輸送課輸送室長 →1981.4.1 陸将補昇任       | 陸上幕僚監部付 →1982.12.21 退職                         |
| 15 | 田邊悟                 | 1982.8.2 - 1983.7.31   | 関西大学 昭和27年卒            | 第3教育団長 兼 相浦駐屯地司令                               | 陸上幕僚監部付 →1983.12.20 退職                         |
| 16 | 青砥亮吾               | 1983.8.1 - 1985.8.7    | 東北学院大学 昭和28年卒        | 第8師団副師団長 兼 北熊本駐屯地司令                         | 陸上幕僚監部付 →1985.12.13 退職                         |
| 17 | 田邉國三               | 1985.8.8 - 1987.7.6    | 早稲田大学 昭和30年卒          | 陸上自衛隊富士学校 総合研究開発部長                         | 退職                                                    |
| 18 | 元島英海               | 1987.7.7 - 1990.3.15   | 防大1期                        | 陸上自衛隊輸送学校副校長 兼 企画室長 →1988.8.1 陸将補昇任   | 陸上幕僚監部付 →1990.4.1 退職                           |
| 19 | 金澤孝一               | 1990.3.16 - 1991.6.30  | 防大2期                        | 陸上自衛隊幹部学校教育部長                                  | 退職                                                    |
| 20 | 早田均                 | 1991.7.1 - 1993.6.30   | 愛媛大学 昭和34年卒            | 陸上自衛隊幹部学校教育部長                                  | 退職                                                    |
| 21 | 河合義昭               | 1993.7.1 - 1995.6.29   | 37期幹候（I）                  | 陸上幕僚監部装備部輸送課長                                  | 退職                                                    |
| 22 | 加賀田眞               | 1995.6.30 - 1997.3.25  | 防大8期                        | 陸上自衛隊幹部学校副校長                                    | 第5師団長                                               |
| 23 | 友岡幹和               | 1997.3.26 - 1998.6.30  | 防大8期                        | 第9師団副師団長 兼 青森駐屯地司令                           | 退職                                                    |
| 24 | 深津俊                 | 1998.7.1 - 2001.3.26   | 防大11期                       | 陸上自衛隊中央輸送業務隊長 兼 横浜駐屯地司令                | 退職                                                    |
| 25 | 諏訪浩                 | 2001.3.27 - 2002.7.31  | 防大12期                       | 第12師団副師団長 兼 相馬原駐屯地司令                        | 退職                                                    |
| 26 | 上松大八郎             | 2002.8.1 - 2004.8.29   | 防大14期                       | 第3教育団長 兼 相浦駐屯地司令                               | 退職                                                    |
| 27 | 植木美知男             | 2004.8.30 - 2006.8.3   | 防大18期                       | 中部方面総監部装備部長                                      | 陸上自衛隊九州補給処長 兼 目達原駐屯地司令              |
| 28 | 安部壽和               | 2006.8.4 - 2009.3.23   | 防大19期                       | 第9師団副師団長 兼 青森駐屯地司令                           | 退職                                                    |
| 29 | 佐藤正                 | 2009.3.24 - 2010.11.30 | 防大22期                       | 陸上幕僚監部法務官                                          | 退職                                                    |
| 30 | 保坂收                 | 2010.12.1 - 2012.7.25  | 防大24期                       | 中部方面後方支援隊長 兼 桂駐屯地司令 →2011.4.27 陸将補昇任  | 陸上自衛隊東北補給処長                                  |
| 31 | 増田潤一               | 2012.7.26 - 2013.12.17 | 防大26期                       | 陸上自衛隊中央輸送業務隊長 兼 横浜駐屯地司令                | 陸上自衛隊北海道補給処長 兼 島松駐屯地司令              |
| 32 | 中野成典               | 2013.12.18 - 2015.3.29 | 防大25期                       | 陸上自衛隊補給統制本部副本部長                              | 退職                                                    |
| 33 | 大森丈義               | 2015.3.30 - 2017.3.26  | 防大28期                       | 東北方面総監部幕僚副長                                      | 陸上自衛隊北海道補給処長 兼 島松駐屯地司令              |
| 34 | 馬場邦夫               | 2017.3.27 - 2019.8.23  | 防大29期                       | 情報本部情報官                                              | 退職                                                    |
| 35 | 源弘紀                 | 2019.8.23 - 2021.9.29  | 防大31期                       | 第9師団副師団長 兼 青森駐屯地司令                           | 退職                                                    |
| 36 | 黒田耕太郎             | 2021.9.30 - 2023.8.28  | 防大34期                       | 陸上自衛隊中央輸送隊長 兼 横浜駐屯地司令                    | 陸上自衛隊東北補給処長                                  |
| 37 | 古内弘樹               | 2023.8.29 - 2025.3.23  | 防大37期                       | 陸上自衛隊補給統制本部装備計画部長                          | 第7師団副師団長 兼 東千歳駐屯地司令                     |
| 38 | 大場昭彦               | 2025.3.24 -            | 防大38期                       | 陸上総隊司令部後方運用部長                                  |                                                         |